# Jewgienij Gromow
Jewgienij Iwanowicz Gromow (ros. Евгений Иванович Громов, ur. 1909, zm. 1981 w Moskwie) – radziecki działacz partyjny i dyplomata.

## Życiorys
Od 1932 członek WKP(b), 1941-1946 kolejno sekretarz, II sekretarz i I sekretarz rejonowego komitetu WKP(b) w Moskwie, od 1946 zastępca kierownika Wydziału Organizacyjno-Instruktorskiego Komitetu Miejskiego WKP(b) w Moskwie. Do 1948 zastępca kierownika Wydziału Kadr Komitetu Miejskiego WKP(b) w Moskwie, 1948-1952 zastępca kierownika Wydziału Organów Partyjnych, Związkowych i Komsomolskich KC WKP(b), 1952 kierownik pododdziału tego wydziału, 1952-1953 ponownie zastępca kierownika tego wydziału KC WKP(b)/KPZR. Od 14 października 1952 do 14 lutego 1956 członek Centralnej Komisji Rewizyjnej KPZR, od 16 kwietnia 1953 do marca 1954 kierownik Wydziału Organów Partyjnych, Związkowych i Komsomolskich KC WKP(b), od sierpnia 1954 do marca 1957 kierownik Wydziału Organów Partyjnych KC KPZR ds. republik związkowych, od 25 lutego 1956 do 17 października 1961 zastępca członka KC KPZR. Od 7 marca 1957 do 31 maja 1959 ambasador nadzwyczajny i pełnomocny ZSRR na Węgrzech, 1959-1960 pracownik Ministerstwa Spraw Zagranicznych ZSRR, 1960-1969 kierownik Wydziału IV Europejskiego MSZ ZSRR, następnie na emeryturze.